# Mistrzostwa Świata w Piłce Siatkowej Mężczyzn 2010 (eliminacje strefy CAVB)
Eliminacje strefy CAVB do Mistrzostw Świata w Piłce Siatkowej Mężczyzn 2010 odbywających się we Włoszech rozegrane zostały pomiędzy 1 maja a 23 sierpnia 2009 roku. Składają się one z dwóch rund (począwszy od drugiej). Na mistrzostwa awansują 3 reprezentacje narodowe.

## Drużyny uczestniczące
| Druga runda                                                                              | Trzecia runda                                          |
| ---------------------------------------------------------------------------------------- | ------------------------------------------------------ |
| Algieria Demokratyczna Republika Konga Malawi Maroko Mauritius Mozambik Nigeria Zimbabwe | Botswana Egipt Kamerun Kenia Południowa Afryka Tunezja |

## Sytuacja w rankingu FIVB
| Reprezentacja                 | I 2009  | I 2009 | VII 2009 | VII 2009 |
| Reprezentacja                 | Miejsce | Punkty | Miejsce  | Punkty   |
| ----------------------------- | ------- | ------ | -------- | -------- |
| Egipt                         | 16      | 33,5   | 18       | 31,5     |
| Tunezja                       | 20      | 28,5   | 20       | 28,5     |
| Kamerun                       | 23      | 18,0   | 23       | 18,0     |
| Południowa Afryka             | 25      | 15,0   | 25       | 15,0     |
| Algieria                      | 42      | 7,5    | 42       | 7,5      |
| Kenia                         | 43      | 7,0    | 43       | 7,0      |
| Botswana                      | 55      | 5,0    | 55       | 5,0      |
| Maroko                        | 55      | 5,0    | 55       | 5,0      |
| Mozambik                      | 71      | 3,5    | 71       | 3,5      |
| Mauritius                     | 81      | 3,0    | 81       | 3,0      |
| Zimbabwe                      | 102     | 1,5    | 102      | 1,5      |
| Nigeria                       | 104     | 1,0    | 104      | 1,0      |
| Demokratyczna Republika Konga |         | 0      |          | 0        |
| Malawi                        |         | 0      |          | 0        |

## Druga runda kwalifikacyjna

### Grupa A - Szalif
Tabela
| Lp. | Drużyna  | Pkt | Mecze | Mecze | Mecze | Małe punkty | Małe punkty | Małe punkty | Sety | Sety | Sety  |
| Lp. | Drużyna  | Pkt | M     | W     | P     | zdob.       | str.        | ratio       | wyg. | prz. | ratio |
| --- | -------- | --- | ----- | ----- | ----- | ----------- | ----------- | ----------- | ---- | ---- | ----- |
| 1   | Algieria | 4   | 2     | 2     | 0     | 170         | 142         | 1.197       | 6    | 1    | 6.000 |
| 2   | Maroko   | 3   | 2     | 1     | 1     | 157         | 146         | 1.075       | 4    | 3    | 1.333 |
| 3   | Nigeria  | 2   | 2     | 0     | 2     | 114         | 153         | 0.745       | 0    | 6    | 0.000 |

Źródło: [ ]
Punktacja: zwycięstwo – 2 pkt; porażka – 1 pkt
Zasady ustalania kolejności: 1. liczba punktów; 2. stosunek małych punktów; 3. stosunek setów; 4. bilans w bezpośrednich meczach
Źródło: FIVB

- Demokratyczna Republika Konga wycofała się z eliminacji.

Wyniki spotkań
| 26.05.2009 | Maroko | 3:0 (25:16, 25:20, 25:18) | Nigeria |

| 27.05.2009 | Algieria | 3:1 (25:18, 17:25, 25:20, 25:19) | Maroko |

| 28.05.2009 | Nigeria | 0:3 (13:25, 21:25, 26:28) | Algieria |

Statystyki indywidualne
| Najlepszy punktujący | Najlepszy atakujący | Najlepszy blokujący | Najlepszy zagrywający | Najlepszy broniący | Najlepszy rozgrywający | Najlepszy libero |
| -------------------- | ------------------- | ------------------- | --------------------- | ------------------ | ---------------------- | ---------------- |
| Khalid Satour        | Hichem Guemmadi     | Hichem Guemmadi     | Riad Amrane           | Hichem Guemmadi    | Moulay Naceur Ouchrif  | Adel Mahmoudi    |

### Grupa B - Maputo
Tabela
| Lp. | Drużyna   | Pkt | Mecze | Mecze | Mecze | Małe punkty | Małe punkty | Małe punkty | Sety | Sety | Sety  |
| Lp. | Drużyna   | Pkt | M     | W     | P     | zdob.       | str.        | ratio       | wyg. | prz. | ratio |
| --- | --------- | --- | ----- | ----- | ----- | ----------- | ----------- | ----------- | ---- | ---- | ----- |
| 1   | Mauritius | 6   | 3     | 3     | 0     | 248         | 169         | 1.467       | 9    | 1    | 9.000 |
| 2   | Zimbabwe  | 5   | 3     | 2     | 1     | 244         | 200         | 1.220       | 7    | 3    | 2.333 |
| 3   | Mozambik  | 4   | 3     | 1     | 2     | 207         | 217         | 0.954       | 3    | 7    | 0.429 |
| 4   | Malawi    | 3   | 3     | 0     | 3     | 135         | 248         | 0.544       | 1    | 9    | 0.111 |

Źródło: 
Punktacja: zwycięstwo – 2 pkt; porażka – 1 pkt
Zasady ustalania kolejności: 1. liczba punktów; 2. stosunek małych punktów; 3. stosunek setów; 4. bilans w bezpośrednich meczach
Źródło: FIVB
Wyniki spotkań
| 01.05.2009 | Mauritius | 3:1 (23:25, 25:21, 25:21, 25:21) | Zimbabwe |

| 01.05.2009 | Mozambik | 3:1 (23:25, 25:10, 25:10, 25:16) | Malawi |

| 02.05.2009 | Malawi | 0:3 (9:25, 14:25, 13:25) | Zimbabwe |

| 02.05.2009 | Mozambik | 0:3 (11:25, 16:25, 16:25) | Mauritius |

| 03.05.2009 | Mauritius | 3:0 (25:13, 25:15, 25:10) | Malawi |

| 03.05.2009 | Zimbabwe | 3:0 (25:18, 25:19, 31:29) | Mozambik |

## Trzecia runda kwalifikacyjna

### Grupa C - Kair
Tabela
| Lp. | Drużyna  | Pkt | Mecze | Mecze | Mecze | Małe punkty | Małe punkty | Małe punkty | Sety | Sety | Sety  |
| Lp. | Drużyna  | Pkt | M     | W     | P     | zdob.       | str.        | ratio       | wyg. | prz. | ratio |
| --- | -------- | --- | ----- | ----- | ----- | ----------- | ----------- | ----------- | ---- | ---- | ----- |
| 1   | Egipt    | 6   | 3     | 3     | 0     | 225         | 140         | 1.607       | 9    | 0    | MAX   |
| 2   | Nigeria  | 5   | 3     | 2     | 1     | 225         | 231         | 0.974       | 6    | 5    | 1.200 |
| 3   | Maroko   | 4   | 3     | 1     | 2     | 260         | 271         | 0.959       | 5    | 8    | 0.625 |
| 4   | Botswana | 3   | 3     | 0     | 3     | 190         | 258         | 0.736       | 2    | 9    | 0.222 |

Źródło: 
Punktacja: zwycięstwo – 2 pkt; porażka – 1 pkt
Zasady ustalania kolejności: 1. liczba punktów; 2. stosunek małych punktów; 3. stosunek setów; 4. bilans w bezpośrednich meczach
Źródło: FIVB
Wyniki spotkań
| 18.08.2009 | Maroko | 2:3 (25:15, 25:23, 22:25, 21:25, 13:15) | Nigeria |

| 18.08.2009 | Egipt | 3:0 (25:16, 25:21, 25:10) | Botswana |

| 19.08.2009 | Botswana | 0:3 (18:25, 16:25, 16:25) | Nigeria |

| 19.08.2009 | Egipt | 3:0 (25:16, 25:14, 25:16) | Maroko |

| 20.08.2009 | Maroko | 3:2 (25:20, 21:25, 25:17, 22:25, 15:6) | Botswana |

| 20.08.2009 | Egipt | 3:0 (25:17, 25:14, 25:16) | Nigeria |

Statystyki indywidualne
| Najlepszy punktujący | Najlepszy atakujący | Najlepszy blokujący   | Najlepszy zagrywający | Najlepszy broniący | Najlepszy rozgrywający | Najlepszy libero |
| -------------------- | ------------------- | --------------------- | --------------------- | ------------------ | ---------------------- | ---------------- |
| Khalid Satour        | Mohamed Badawy      | Jatto Emmanuel Friday | Ahmed Abdalla         | Wael Al Aydy       | Ahmed Abdalla          | Wael Al Aydy     |

### Grupa D - Tunis
Tabela
| Lp. | Drużyna  | Pkt | Mecze | Mecze | Mecze | Małe punkty | Małe punkty | Małe punkty | Sety | Sety | Sety  |
| Lp. | Drużyna  | Pkt | M     | W     | P     | zdob.       | str.        | ratio       | wyg. | prz. | ratio |
| --- | -------- | --- | ----- | ----- | ----- | ----------- | ----------- | ----------- | ---- | ---- | ----- |
| 1   | Tunezja  | 6   | 3     | 3     | 0     | 274         | 232         | 1.181       | 9    | 3    | 3.000 |
| 2   | Algieria | 5   | 3     | 2     | 1     | 241         | 195         | 1.236       | 7    | 3    | 2.333 |
| 3   | Kenia    | 4   | 3     | 1     | 2     | 231         | 227         | 1.018       | 5    | 6    | 0.833 |
| 4   | Mozambik | 3   | 3     | 0     | 3     | 133         | 225         | 0.591       | 0    | 9    | 0.000 |

Źródło: 
Punktacja: zwycięstwo – 2 pkt; porażka – 1 pkt
Zasady ustalania kolejności: 1. liczba punktów; 2. stosunek małych punktów; 3. stosunek setów; 4. bilans w bezpośrednich meczach
Źródło: FIVB
Wyniki spotkań
| 14.08.2009 | Algieria | 3:0 (25:14, 25:18, 25:21) | Kenia |

| 14.08.2009 | Tunezja | 3:0 (25:10, 25:13, 25:15) | Mozambik |

| 15.08.2009 | Mozambik | 0:3 (11:25, 15:25, 19:25) | Algieria |

| 15.08.2009 | Kenia | 2:3 (25:18, 25:19, 23:25, 17:25, 13:15) | Tunezja |

| 16.08.2009 | Mozambik | 0:3 (22:25, 13:25, 15:25) | Kenia |

| 16.08.2009 | Tunezja | 3:1 (25:19, 27:25, 20:25, 25:22) | Algieria |

Statystyki indywidualne
| Najlepszy punktujący | Najlepszy atakujący | Najlepszy blokujący | Najlepszy zagrywający | Najlepszy broniący | Najlepszy rozgrywający | Najlepszy libero |
| -------------------- | ------------------- | ------------------- | --------------------- | ------------------ | ---------------------- | ---------------- |
| Maiyo Philip         | Maiyo Philip        | Riad Amrane         | Elyes Karamosli       | Khaled Belaid      | Yassine Hakmi          | Hassan Dif       |

### Grupa E - Jaunde
Tabela
| Lp. | Drużyna           | Pkt | Mecze | Mecze | Mecze | Małe punkty | Małe punkty | Małe punkty | Sety | Sety | Sety  |
| Lp. | Drużyna           | Pkt | M     | W     | P     | zdob.       | str.        | ratio       | wyg. | prz. | ratio |
| --- | ----------------- | --- | ----- | ----- | ----- | ----------- | ----------- | ----------- | ---- | ---- | ----- |
| 1   | Kamerun           | 6   | 3     | 3     | 0     | 225         | 169         | 1.331       | 9    | 0    | MAX   |
| 2   | Południowa Afryka | 5   | 3     | 2     | 1     | 245         | 217         | 1.129       | 6    | 5    | 1.200 |
| 3   | Mauritius         | 4   | 3     | 1     | 2     | 255         | 275         | 0.927       | 5    | 7    | 0.714 |
| 4   | Zimbabwe          | 3   | 3     | 0     | 3     | 188         | 252         | 0.746       | 1    | 9    | 0.111 |

Źródło: 
Punktacja: zwycięstwo – 2 pkt; porażka – 1 pkt
Zasady ustalania kolejności: 1. liczba punktów; 2. stosunek małych punktów; 3. stosunek setów; 4. bilans w bezpośrednich meczach
Źródło: FIVB
Wyniki spotkań
| 21.08.2009 | Południowa Afryka | 3:2 (25:17, 25:18, 22:25, 19:25, 15:5) | Mauritius |

| 21.08.2009 | Kamerun | 3:0 (25:21, 25:11, 25:10) | Zimbabwe |

| 22.08.2009 | Południowa Afryka | 3:0 (25:15, 25:23, 25:14) | Zimbabwe |

| 22.08.2009 | Mauritius | 0:3 (22:25, 20:25, 21:25) | Kamerun |

| 23.08.2009 | Zimbabwe | 1:3 (27:25, 21:25, 21:25, 25:27) | Mauritius |

| 23.08.2009 | Kamerun | 3:0 (25:21, 25:22, 25:21) | Południowa Afryka |

Statystyki indywidualne
| Najlepszy punktujący | Najlepszy atakujący | Najlepszy blokujący        | Najlepszy zagrywający | Najlepszy broniący | Najlepszy rozgrywający | Najlepszy libero  |
| -------------------- | ------------------- | -------------------------- | --------------------- | ------------------ | ---------------------- | ----------------- |
| Gilbert Alfred       | Grant Goldschmidt   | Jean Patrice Ndaki Mboulet | Moussa                | Alain Fossi Kamto  | Yves Marcel Ndaki      | Alain Fossi Kamto |